# Andrômeda XXX
Andrômeda XXX, também conhecida como Cassiopeia II, é uma galáxia anã esferoidal que está situada no Grupo Local perto da Galáxia de Andrômeda, Andrômeda XXX está localizada a 145 ± 95 kpc e foi descoberta em 2012. Sua magnitude absoluta na banda V é de -8,0 e seu raio efetivo é de 267 ± 36 pc. A velocidade radial heliocêntrica de Andromeda XXX é de -139,8 ± 6,0 km⋅s−1 e sua dispersão de velocidade central é de 11,8 ± 7,7 km⋅s−1. E, tem uma metalicidade é de -1.7 ± 0,4.
Devido à sua proximidade espacial e cinemática. Cassiopeia II parece estar ligada com duas outras galáxias da M31 que são a NGC 185 e a NGC 147.